# Cimetière national de fort Bayard
Le cimetière national de fort Bayard est un cimetière national des États-Unis situé dans le district historique de fort Bayard, près de Silver City, au Nouveau-Mexique. Il s'étend sur 18,8 acres (7,6 ha), et à la fin de 2005, contenait 3 732 inhumations. Il est l'un des deux cimetières du Nouveau-Mexique (l'autre étant celui de Santa Fe), et est administré par le cimetière national de Santa Fe.

## Histoire
Le fort Bayard est créé comme une installation de l'armée des États-Unis en 1866 pour protéger les mineurs et les autres colons de la région le long de la piste Apache. La première inhumation dans le cimetière a lieu de la même année où le poste est fondé. Le fort est nommé en l'honneur du brigadier général George Dashiell Bayard, qui a été mortellement blessé à la bataille de Fredericksburg, en 1862. Quinze miles carrés de terres sont mises de côté en tant que réserve militaire du fort Bayard par décret présidentiel en 1869. En 1886, le second lieutenant John Pershing arrive au fort Bayard et supervise l'installation d'un héliographe, reliant le fort au réseau de communications de l'armée, de l'Arizona au Texas.
Le fort Bayard est l'une des nombreuses installations dans le sud-ouest, qui a abrité par les Buffalo Soldiers. La compagnie B du 25th U.S.Colored Infantry crée le poste, et ils sont rejoints par d'autres unités noires, y compris les troupes du 9e régiment de cavalerie (en). Le caporal Clinton Greaves, en poste au fort Bayard avec la Compagnie C du 9e régiment de cavalerie, a reçu la médaille d'honneur pour ses actions contre les pillards Apaches le 24 janvier 1877. Un monument aux Buffalo Soldiers est érigé sur l'ancien champ de parade du fort Bayard en 1992.

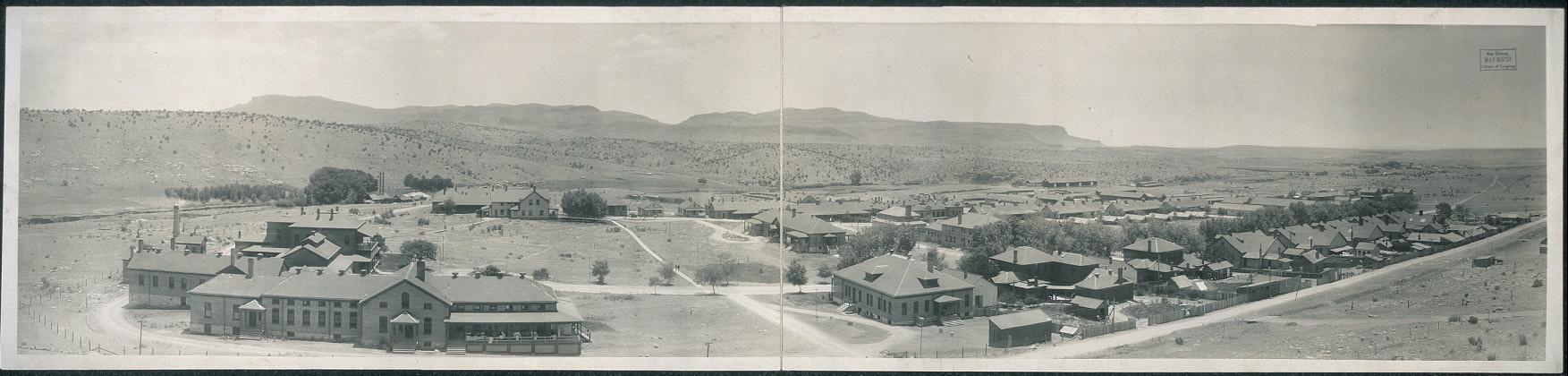
Fort Bayard, Nouveau-Mexique (ca. 1909)

La suite de la capture de Geronimo en 1886, les Apaches ne sont plus considérés comme une menace majeure. L'utilité continue du fort Bayard, comme que de nombreux postes dans le sud-ouest, est mise sur la sellette. En raison de sa distance à la frontière avec du Mexique, le fort est sélectionné pour être désactivé. Cependant, le chirurgien général des États-Unis George Miller Sternberg, remarquant l'excellent bilan de santé du poste, choisit le fort Bayard comme hôpital de l'armée et centre de recherche contre la tuberculose. Le fort est transféré au département du chirurgien général en 1900. En 1922, l'hôpital devient une partie de l'administration des anciens combattants, et le cimetière devient officiellement le cimetière national du fort Bayard.
Le fort est partiellement réactivé en tant qu'installation militaire pendant la Seconde Guerre mondiale. Un certain nombre de prisonniers de guerre allemands sont détenus dans le fort de 1943 à 1945. Le fort est maintenant administré par le département de la santé du Nouveau-Mexique en tant que centre médical du fort Bayard, un établissement de soins infirmiers de longue durée qui comprend également un centre de traitement contre la dépendance à des substances chimiques. Une enquête fédérale sur le centre médical du fort Bayard constate d'importantes violations des droits de l'homme.
Le cimetière du fort Bayard entre dans le système des cimetières nationaux en 1973. Dans les années 1990, l'État du Nouveau-Mexique donne 4 acres (1,6 ha) supplémentaires au cimetière. Le cimetière nationale du fort Bayard est inscrit sur le Registre national des lieux historiques le 7 juillet 2002, en tant que partie du district historique du fort Bayard.

## Inhumations notables
- Sergent Alonzo Bowman, récipiendaire de la médaille d'honneur pour son action dans le territoire de l'Arizona pendant les guerres Indiennes.
- Conduction John Schnitzer, récipiendaire de la médaille d'honneur pour ses actions dans le territoire du Nouveau-Mexique pendant les guerres Indiennes.